# Donna d'onore (miniserie televisiva)
Donna d'onore (titolo internazionale: Vendetta: Secrets of a Mafia Bride) è una miniserie televisiva di produzione statunitense e italiana del 1990 diretta da Stuart Margolin.
La miniserie, tratta dal romanzo omonimo di Sveva Casati Modignani del 1988, fu all'epoca presentata come una versione al femminile de La piovra.

## Trama
La protagonista delle vicende è Nancy Pertinace (Carol Alt), una giovane donna siciliana nata a New York, che, quand'era bambina, ha perso il padre ucciso per errore da alcuni sicari ed è stata in seguito "adottata" da una famiglia mafiosa residente in Sicilia.
Cresciuta con il desiderio di vendicarsi, una volta adulta fa ritorno a New York con il suo fidanzato, un sicario della mafia, decisa a fare giustizia. Quando sta per sposarsi, scopre però che è proprio quest'ultimo l'assassino di suo padre.

## Cast
Nel cast, oltre alla protagonista assoluta Carol Alt, partecipano anche Eric Roberts, Eli Wallach, Burt Young, Serena Grandi ed Eva Grimaldi.

## Distribuzione
La fiction venne trasmessa in prima visione assoluta in prima serata su Canale 5 in tre puntate nell'aprile del 1990 (da domenica 1º aprile a domenica 8 aprile).

### Ascolti
La messa in onda della miniserie totalizzò una media di 6.600.000 spettatori.

## Riconoscimenti
- Gran Premio Internazionale dello Spettacolo
  - 1990 – Telegatto nella categoria "sceneggiati"

## Sequel
- Donna d'onore 2 (1993)